# NGC 2639

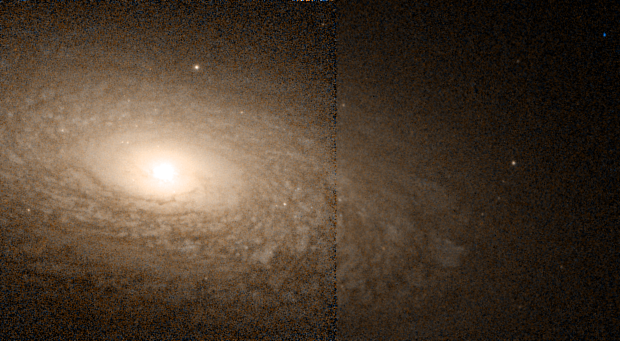
NGC 2639 par le télescope spatial Hubble.

NGC 2639 est une galaxie spirale située dans la constellation de la Grande Ourse. NGC 2639 a été découverte par l'astronome germano-britannique William Herschel en 1788.

## Caractéristiques
Sa vitesse par rapport au fond diffus cosmologique est de 3 489 ± 15 km/s, ce qui correspond à une distance de Hubble de 51,5 ± 3,6 Mpc (∼168 millions d'al).
La classe de luminosité de NGC 2639 est I et c'est une galaxie LINER, c'est-à-dire une galaxie dont le noyau présente un spectre d'émission caractérisé par de larges raies d'atomes faiblement ionisés. NGC 2639 est aussi une galaxie active de type Seyfert 1.9. 

## Trou noir supermassif
Selon un article basé sur les mesures de luminosité de la bande K de l'infrarouge proche du bulbe de NGC 2639, on obtient une valeur de 107,9 {\displaystyle M_{\odot }} (79 millions de masses solaires) pour le trou noir supermassif qui s'y trouve.
Selon une autre étude réalisée auprès de 76 galaxies par Alister Graham en 2008, le bulbe central de NGC 2639 renferme un trou noir supermassif dont la masse est estimée à 1,6 x 107 {\displaystyle M_{\odot }}.
Selon les auteurs d'un article publié en 2012, la connaissance de la masse d'un trou noir central et du taux d'accrétion par celui-ci permet d'estimer le taux de formation d'étoiles dans la région centrale des galaxies de type Seyfert. Ce taux pour NGC 2639 serait à l'intérieur et à l'extérieur d'un rayon de 1 kpc respectivement de 0,10 {\displaystyle M_{\odot }}/an  et de 1,2 {\displaystyle M_{\odot }}/an
.